# کاتسدورف
کاتسدورف (به آلمانی: Katsdorf) یک منطقهٔ مسکونی در اتریش است که در ناحیه پرگ واقع شده‌است. کاتسدورف ۱۴٫۶۱ کیلومتر مربع مساحت دارد ۳۰۶ متر بالاتر از سطح دریا واقع شده‌است.